# 糠塚川
糠塚川（ぬかづかがわ）は、福岡県福岡市の片縄山を源流とし、南区を流れ糠塚調節池を貫流し、福岡市城南区柏原4丁目付近で樋井川に合流する二級河川および準用河川である。

## 河川改修
平成26年の樋井川流域河川整備計画では糠塚調整池に8m3/sの調節流量を見込んでいる。